# Санхинес, Хорхе
Хо́рхе Санхине́с Арама́йо (исп. Jorge Sanjinés Aramayo; род. 31 июля 1936, Ла-Пас, Боливия) — боливийский режиссёр, сценарист, оператор и монтажёр.

## Биография
В 1958—1960 годах учился на киноотделении философского факультета Католического университета в Сантьяго. Вернувшись в Боливию, снимал сначала документальные фильмы, пока в 1966 году не дебютировал в игровом кино («Укамау» («Это так»), первый фильм на языке аймара). В 1965—1966 годах был директором Национального киноинститута, но вскоре изгнан из него вместе с группой единомышленников. Раннее творчество было близко неореализму. Картина о бойне в ночь Сан-Хуана «Мужество народа» из-за военного переворота не вышла на экраны, а сам режиссёр был вынужден покинуть Боливию. В Перу и Эквадоре, куда он эмигрировал, поставил несколько лент. После падения военной хунты вернулся на родину и продолжил свою кинематографическую карьеру. Часто выступает сценаристом, оператором и монтажёром своих фильмов.
Был женат на режиссёре Беатрис Паласиос (1952—2003).

## Избранная фильмография

### Режиссёр
- 1962 — / Sueños y realidades (д/ф)
- 1963 — Революция / Revolución (д/ф)
- 1966 — Укамау / Ukamau
- 1969 — Кровь кондора / Yawar mallku
- 1971 — Мужество народа (Ночь Сан Хуана) / El Coraje del pueblo (ТВ, с Италией)
- 1972 — Подпольный народ /
- 1974 — Главный враг / Jatun auka
- 1981 — Прочь отсюда / Llocsi Caimanta, fuera de aquí
- 1983 — Как один кулак / (д/ф)
- 1985 — Стяги восхода / Las banderas del amanecer
- 1990 — Подпольная нация / La nación clandestina
- 1995 — / Para recibir el canto de los pájaros
- 2004 — Дети последнего сада / Los hijos del último jardín
- 2012 — Вечные мятежники / Insurgentes
- 2016 — Хуана Асурдуй / Juana Azurduy (в работе)

### Сценарист
- 1966 — Укамау / Ukamau
- 1969 — Кровь кондора / Yawar mallku
- 1974 — Главный враг / Jatun auka
- 1981 — Прочь отсюда / Llocsi Caimanta, fuera de aquí
- 1985 — Стяги восхода / Las banderas del amanecer
- 1990 — Подпольная нация / La nación clandestina
- 1995 — / Para recibir el canto de los pájaros
- 2004 — Дети последнего сада / Los hijos del último jardín
- 2012 — Вечные мятежники / Insurgentes
- 2016 — Хуана Асурдуй / Juana Azurduy (в работе)

### Монтажёр
- 1966 — Укамау / Ukamau
- 1969 — Кровь кондора / Yawar mallku
- 1974 — Главный враг / Jatun auka
- 1981 — Прочь отсюда / Llocsi Caimanta, fuera de aquí
- 1985 — Стяги восхода / Las banderas del amanecer
- 1990 — Подпольная нация / La nación clandestina
- 1995 — / Para recibir el canto de los pájaros

### Оператор
- 1963 — Революция / Revolución
- 1985 — Стяги восхода / Las banderas del amanecer

## Награды
- 1964 — приз кинофестиваля в Лейпциге («Революция»)
- 1972 — премия Международной Католической организации в области кино 22-го Берлинского международного кинофестиваля («Ночь Сан Хуана»)
- 1989 — приз «Золотая раковина» кинофестиваля в Сан-Себастьяне («Подпольная нация»)